# John English
John English, född 13 maj 1966 i Toronto, Ontario, är en kanadensisk före detta professionell ishockeyspelare (back).
I sin karriär har han bl.a. spelat för Los Angeles Kings och Ottawa 67's.